# Turins sexdagars
Turins sexdagars (italienska: Sei Giorni di Torino) var ett italienskt sexdagarslopp i bancykling som avhölls på den 400 m långa utomhusvelodromen Velodromo Francone (byggd 1996) i San Francesco al Campo, 20 km utanför Turin. Det arrangerades årligen från 2001 till 2009, med undantag för 2006, samt dessutom 2017 och 2018. Loppet hölls i juli med undantag för 2007 då det gick i juni.
Flest segrar, fyra stycken, har italienaren Marco Villa, tre av dem i par med landsmannen Ivan Quaranta.

## Podieplaceringar
| År         | Vinnare                        | Tvåa                                | Trea                               |
| 2001       | Ivan Quaranta Marco Villa      | Bruno Risi Kurt Betschart           | Adriano Baffi Matthew Gilmore      |
| 2002       | Ivan Quaranta Marco Villa      | Scott McGrory Matthew Gilmore       | Bruno Risi Kurt Betschart          |
| 2003       | Scott McGrory Tony Gibb        | Martin Liska Jozef Zabka            | Samuele Marzoli Marco Villa        |
| 2004       | Ivan Quaranta Marco Villa      | Martin Liska Jozef Zabka            | Sebastián Donadio Daniel Schlegel  |
| 2005       | Sebastián Donadio Marco Villa  | Juan Curuchet Walter Pérez          | Martin Liska Jozef Zabka           |
| 2006       | ej avhållet                    |                                     |                                    |
| 2007       | Juan Curuchet Walter Pérez     | Franco Marvulli Marco Villa         | Alois Kankovsky Petr Lazar         |
| 2008       | Bruno Risi Franco Marvulli     | Sebastián Donadio Ángel Darío Colla | Robert Slippens Danny Stam         |
| 2009– 2016 | ej avhållet                    |                                     |                                    |
| 2017       | Elia Viviani Francesco Lamon   | Felix English Marc Potts            | Roman Vassilenkov Sergey Shatovkin |
| 2018       | Mattia Viel Nicholas Yallouris | Yauheni Akhramenka Raman Tsishkou   | Joseph Berlin-Sémon Morgan Kneisky |